# Mathías Suárez (paragwajski piłkarz)
Mathías Andrés Suárez Cabrera (ur. 4 lutego 2005) – paragwajski piłkarz występujący na pozycji lewego obrońcy, od 2024 roku zawodnik Sportivo Luqueño.